# Sakura (Chiba)
Sakura (Japans: 佐倉市, Sakura-shi), Japanse stad in het noorden van de prefectuur Chiba, gelegen aan de zuidrand van het Inbanumameer (印旛沼). De stad heeft anno 2007 een inwonertal van circa 175.665. Door toedoen van de invloedrijke daimyo Doi Toshikatsu (土井利勝) (1573–1644) die er een kasteel liet optrekken, kende de stad in de vroege Edo-periode (1600–1868) een tijdperk van bloei. Thans thuishaven van vele welvarende ondernemingen, ontwikkelt Sakura zich zienderogen tot voorstad van Tokio. De stad biedt onderdak aan het Rijksmuseum voor Japanse Geschiedenis en Volkenkunde (Kokuritsu rekishi minzoku hakubutsukan (国立歴史民俗博物館) en lokt jaarlijks vele wandelaars en vissers naar het recreatiegebied van Inbanuma.
In 1994, toen het veertig jaar geleden was dat Sakura tot stad werd verheven, is een Hollandse poldermolen genaamd De Liefde gebouwd naast het Inbanumameer. De molen, een stenen grondzeiler met staart, is maalvaardig als poldermolen met scheprad en heeft een vlucht van 27,5 meter en een kaphoogte van 18 meter. Vanwege de kans op aardbevingen in Japan is de romp gemaakt van beton. Aan de buitenzijde is de molenromp bekleed met half-IJsselsteens metselwerk. De beide zolders (verdiepingsvloeren) zijn toegankelijk voor het publiek. De molen staat op een rond eiland met een sloot van 5 meter breed rond het eiland en de molen, waarover twee bruggen zijn gebouwd.

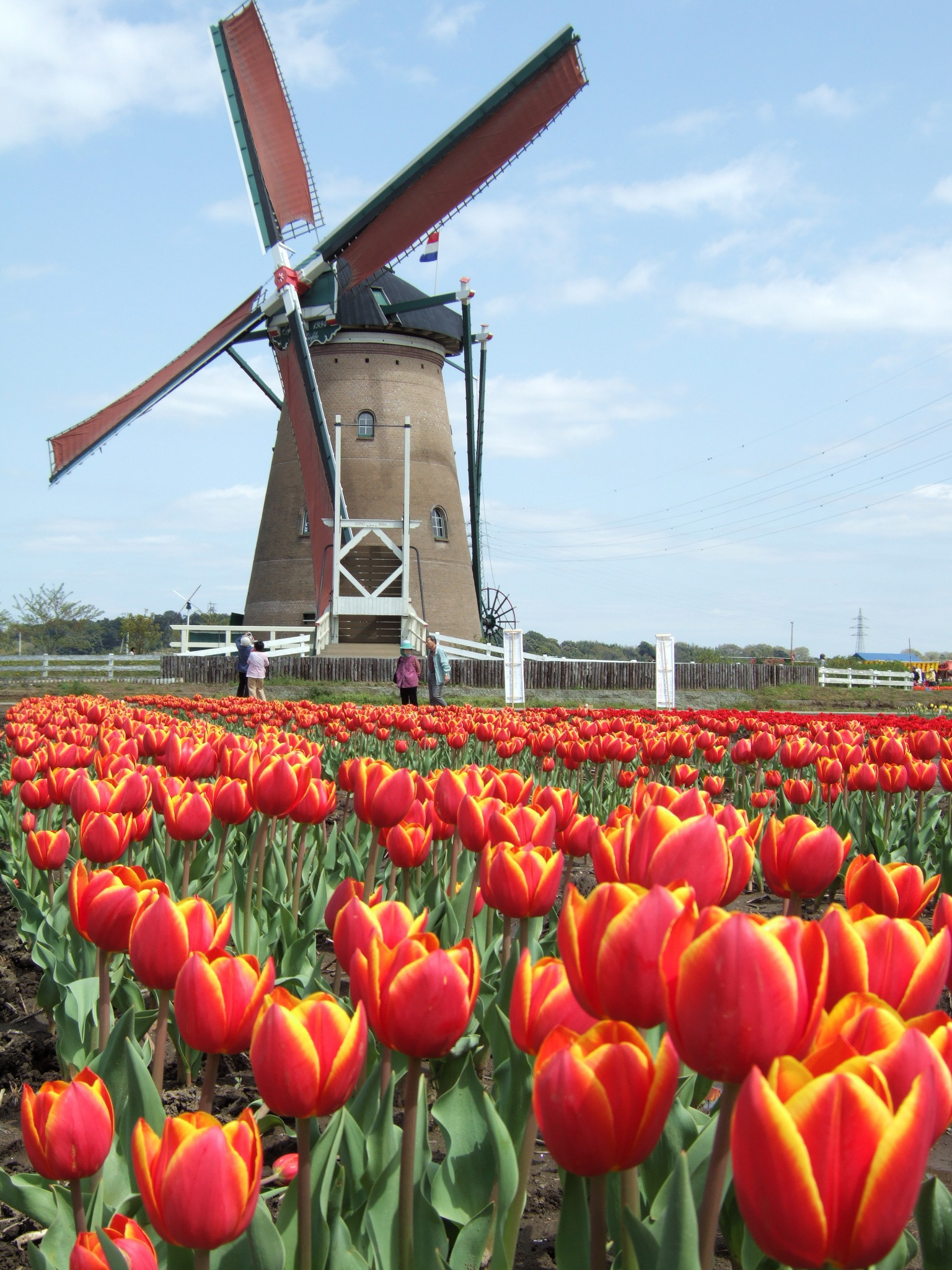
Stenen poldermolen De Liefde in Sakura